# Gunhalu, Yelbarga
Gunhalu là một làng thuộc tehsil Yelbarga, huyện Koppal, bang Karnataka, Ấn Độ.